# 耶凱帕
耶凱帕是西非國家利比里亞的城鎮，由寧巴縣負責管轄，位於該國北部，毗鄰與畿內亞接壤的邊境，鎮上的鐵礦場在第一次利比里亞內戰時被破壞，2008年人口11,013。

## 外部連結
- （页面存档备份，存于） 耶凱帕电影（英文）
- （页面存档备份，存于） 耶凱帕图像（英文）
- 耶凱帕富源2008（英文）

07°34′46″N 08°32′16″W / 7.57944°N 8.53778°W